# La Pellegrina. Intermedii 1589

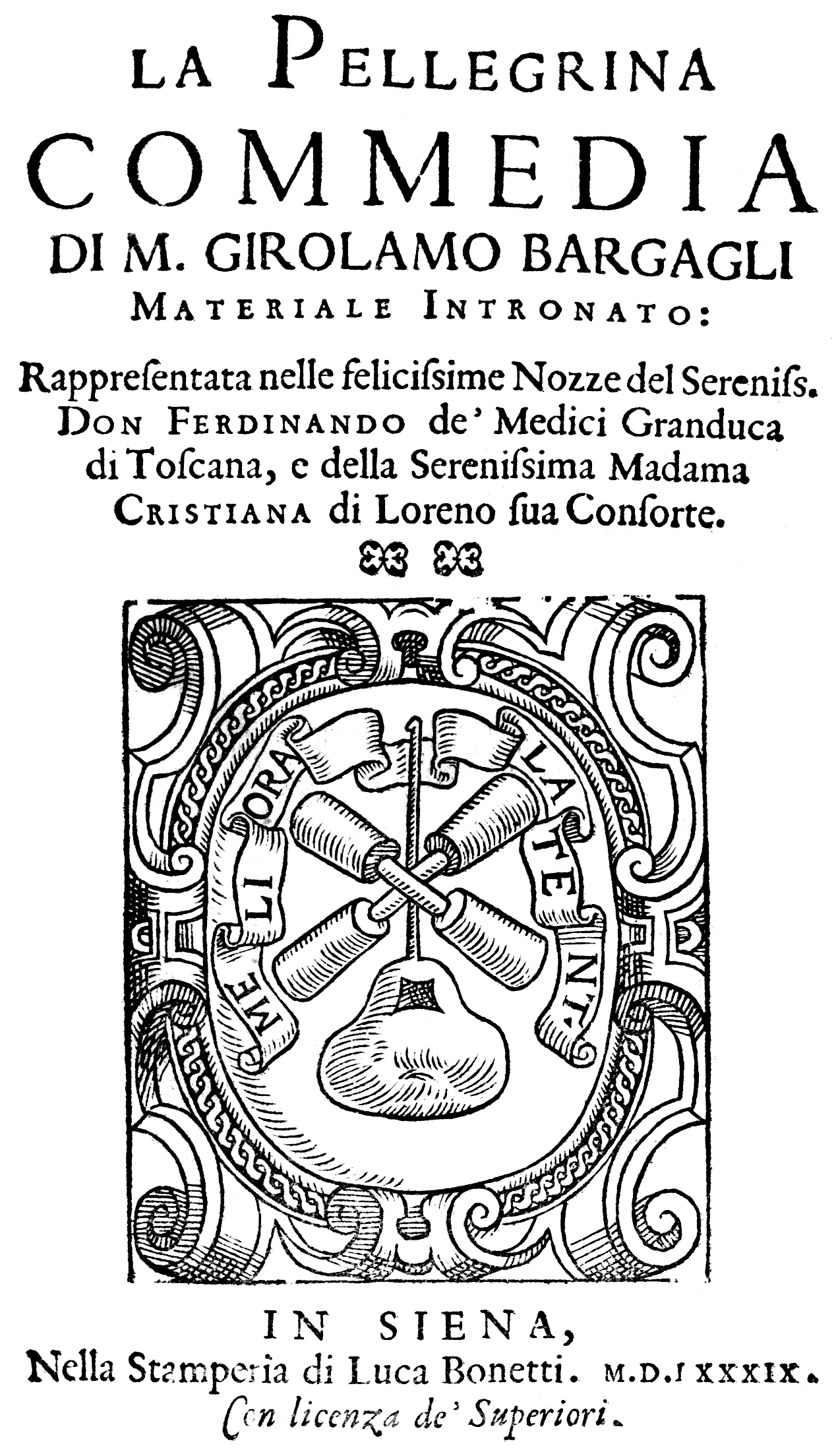
Primera edición de 1589

La Pellegrina. Intermedii 1589 son unos intermedios compuestos para la celebración de las bodas del Gran Duque Fernando I de Médici y Cristina de Lorena en 1589, para realzar y enfatizar el nuevo estado de su reinado. Dichos intermedios toman el nombre de la comedia a la que acompañaban, La peregrina (La Pellegrina en italiano) de Girolamo Bargagli, y con textos de G. B. Strozzi y Ottavio Rinuccini; música de Cristofano Malvezzi, Luca Marenzio, Jacopo Peri, Giulio Caccini, Antonio Anchilei, Emilio de' Cavalieri y Giovanni Bardi. El tema es el poder de la música y su influencia sobre los hombres, y todos los personajes son alegorías mitológicas como por ejemplo el cielo, la tierra, las estrellas, las musas, Apolo, etc. La práctica de insertar entretenimientos músico-dramáticos entre los actos de una obra teatral fue una práctica que se desarrolló durante el Renacimiento y el Barroco. Normalmente tenían 6 intermedios (prólogo, cuatro entreactos y un epílogo) donde se explotaban escenas convencionales de tierra, cielo, mar e infierno.
El período de preparación de La Pellegrina duró 8 meses. Su estreno tuvo lugar el 2 de mayo de 1589, con una probable repetición el 15 de mayo. Incluye mucha música instrumental y vocal, muy ornamentada, madrigales, sinfonías, largas escalas policorales, y concluye con un gran ballet a la manera Francesa.

## Historia de la tradición italiana
Desde 1539, la dinastía de los Médicis desarrolló una tradicional ejecución del Intermedio, o interludios que acompañaban a las representaciones teatrales más usuales como podían ser comedias, pastorales o tragedias. Estos interludios musicales y escénicos sirvieron para el divertimento de la audiencia entre actos, y estaban enmarcados o delimitados por esas pausas o interrupciones provocadas por el levante y caída del telón.
A medida que avanza del siglo, los intermedios se hacen más largos y más elaborados, con mecanismos añadidos, escenarios y danzas. Por último, los intermedios llegaron a ser más importantes que las funciones a las que originalmente servían de acompañamiento.
Giovanni Battista Strozzi el Joven, describe sus personales pautas para la concepción y ejecución del Intermedio:
“el Intermedio fue creado para entretenimiento y deleite de los espectadores, para la conveniencia de los actores y mantener la verosimilitud en el tiempo de acción de la función”. Es decir, trata de todos los aspectos relevantes y todas las cualidades con los que tiene que contar un buen intermedio: grandeza, admiración, claridad, placer, conveniencia y coherencia.
Los Intermedios para La Pellegrina incluyeron trabajos de varios compositores, como ya se ha dicho, una colaboración que supuso un mayor interés y valor artístico. La mayoría de ellos formaba parte de la Camerata Florentina, liderada por el conde Giovanni de' Bardi, y estaban interesados en la restauración de la antigüedad. Unión estético y musical, con un estilo tradicional donde el coro tiende a un estilo clásico griego de escritura homofónica, en que el texto es simultáneamente recitado en todas sus partes;
en contraste, hay pasajes de texturas no-homofónicos, recitativos, y música instrumental representan los ideales de los compositores de esta “nuova maniera”, los valores del nuevo estilo cantado, con los que no todos estaban de acuerdo.
Cada uno de los autores citados se encargó de un parte determinada, tarea nada fácil, ya que al ser tantos surgieron choques y contradicciones entre ellos:
El conde Giovanni de' Bardi creó el tema para los seis intermedios y la composición musical para el Intermedio de 1589 fue Miseri habitator, que contribuyó al Intermedio 4.
El Director Musical y organizador general fue Emilio de' Cavalieri. La coreografía del Intermedio 6 ha llegado a nosotros como coreografiado por Cavalieri, perdurando en la edición 1591 el material musical revisado por Malvezzi.
Bernardo Buontalenti estudió con Vasari y gozó de una considerable reputación como arquitecto. Colaboró con la corte Médici en palacio en la construcción de la villa y el teatro. A través de nuevos diseños de maquinaria de escenario desarrolló métodos de cambios de escenas desconocidos hasta entonces con facilidad y rapidez. Buontalenti fue responsable del conjunto, diseños de escenario y vestimenta del intermedio 1589. Estos diseños perduran en dibujos, acuarelas y grabados, muchos de los cuales eran reproducidos por primera vez según referencia de James M. Saslow The Medici Wedding of 1589 Florentine Festival as Theatrum Mundi (Yale University Press).
Cristofano Malvezzi compuso la mayor parte de la música, siendo conocidos como su música para el teatro.
Luca Marenzio es conocido primeramente como un compositor de madrigales. La música que compuso para este intermedio es conocida como su contribución al teatro.

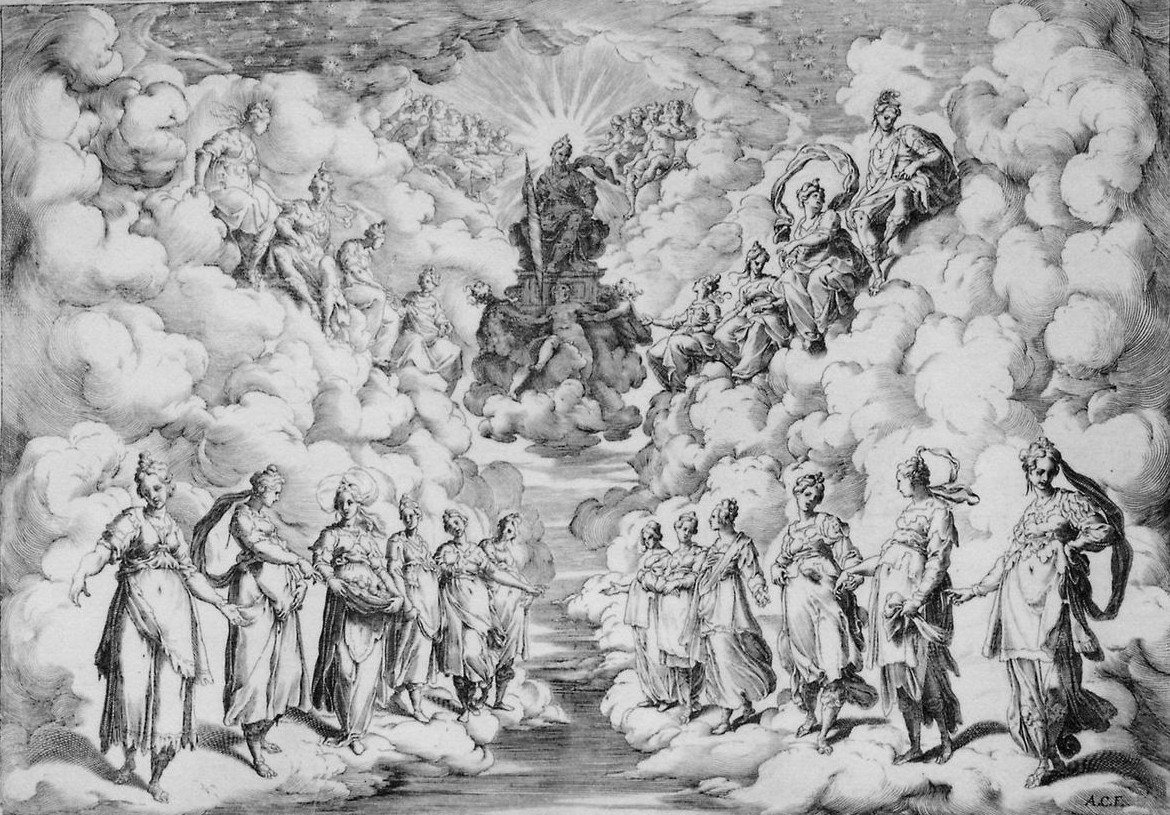

## Intermedios

### Intermedio 1: la armonía de las esferas.
La coloratura monódica Dalle piu alte sfere fue cantado por Vittoria Archilei, en el papel de Armonía. Vittoria, esposa de Antonio Archilei (llamada “La Romana”) fue quizás más conocida que él. Composición atribuida a Cavalieri.Noi che cantando fue cantado por las Sirenas que guiaron a las esferas celestiales. Cielo y tierra cantaban elogios a la pareja real, Cristina y Fernando. El tema de este intermedio trata de la recreación de la música antigua en las formas de música mundana y música humana. Fue inspirado en parte por conceptos del libro 10 de La República de Platón, el cual trata de la armonía musical del cosmos.

### Intermedio 2: Las Musas derrotan a las Piérides en una lucha cantada.
La lucha estaba entre las Musas y las Piérides que eran las hermanas del rey Piero. Las musas, cantando Se nelle voce nostre, fueron juzgadas victoriosas por un grupo de “Ninfas de los bosques”, y las Piérides, que cantaron Chi dal delfino, fueron convertidas en urracas.

### Intermedio 3: Apolo mata a Pitón en Delfos.
En Qui di carne si sfama, los Delfinios se lamentaban del terrible monstruo que devastó el pueblo. Tras una batalla ante los ojos de los espectadores, el monstruo es matado por Apolo, seguido por el regocijo con canciones y danzas. Rinuccini reelabora el cuadro del dragón en la primera escena de su Dafne.
Se trataba de una acción pantomímica y danzada, estructurada en cinco partes, en la que Apolo salía victorioso. Mímica y danza estaban muy bien articuladas. Es el intermedio más interesante para la historia de la danza y del teatro. Bardi, como pionero de la reforma melodramática, no sólo intentó llegar a la sensibilidad con la música, sino que, con la ayuda de Rinuccini, se sirvió de la danza y de la pantomima. Algunos especialistas opinan que Bardi se inspiró en Luciano de Samosata. El tema es Apolo liberando a los habitantes de Delfos. Se quería presentar una fiesta de la antigua Grecia: dar vida a la ceremonia en honor de Apolo, que había dado muerte al dragón. Treinta y seis habitantes de Delfos acompañan con canto, mímica y danza la lucha, mostrando el miedo, suplicando la salvación, manteniendo una tensa atención y mostrando júbilo por la liberación. La danza bélica de Apolo se consideró lo suficientemente importante como para ser encomendada a un bailarín experto, un tal Agostino.

### Intermedio 4: El Reino de los Demonios
Io che dal ciel cader fue cantado por Lucia Caccini, volando sobre un carroza como la Hechicera. La llegada de La Edad de oro es anunciada, en el que el Demonio no tendrá almas a las que atormentar. Giulio Caccini tocó el arpa en la Sinfonía. El Miseri habitator de Giovanni de' Bardi cerró el intermedio. Las escenas del fuego y el azufre del Demonio en el intermedio 4 está lleno de ecos tomados del Infierno de Dante.

### Intermedio 5: Arión y el Delfín
Io che l’onde raffreno, que abrió el Intermedio 5, fue cantado por Vittoria Archilei en el papel de Anfítrite; para la coloratura monódica Dunque fra torbid’onde, en el papel de Arión fue cantado por Peri, después de que saltase al agua y fuese transportado a la costa sobre el lomo de un delfín. Al final del intermedio, un coro de marineros, para quienes la suerte extrema de Arión con el delfín era desconocida, se alegraron de que Arión hubiera sido tragado por las olas y que pueden ahora distribuir sus tesoros. La historia de Apolo y el delfín está basada en Moralia de Plutarco.

### Intermedio 6: El regalo de Harmonía y Ritmo al género humano.
Una asamblea de dioses se regocija del regalo de Júpiter al género humano. O fortunato giorno fue cantado por siete coros que incluían por completo a la compañía.Las secciones de trío fueron cantadas por Vittoria Archilei, Lucia y Margarita Caccini. La historia fue tomada de Leyes de Platón.

## La Pellegrina y el nacimiento de la Ópera
El estudio de las formas musicales de los Intermedios de 1589 es absolutamente esencial para el entendimiento de la ópera más temprana, en particular el Orfeo de Monteverdi. La clave está en, no sólo su riqueza y maravillas, sino en la idea de trama única para todos ellos que los dotara de coherencia argumental que permitiera una continuidad entre música y escenificación.
Realmente podemos decir que la idea de ópera comienza cuando los Intermedios llegan a ser más importantes que su dedicación al puro acompañamiento, entretenimiento en los descansos de las funciones teatrales. Algunas óperas primitivas se han perdido, incluyendo Dafne de Peri (libreto de Ottavio Rinuccini), representada en 1598, pero quizás comenzase en el entorno de 1594: solamente perduran alrededor de 6 fragmentos. Las siguientes óperas completas que perduran son Euridice de Peri (libreto de Ottavio Rinuccini ) de 1600, Euridice de Caccini (libreto de  Rinuccini) de 1602, Orfeo de Monteverdi (libreto de Alessandro Striggio el Joven) de 1607 y Dafne de Marco da Gagliano (libreto de Ottavio Rinuccini de 1608. Todos estos trabajos incorporan textos que siguen una acción dramática continua. Destacamos a continuación algunos ejemplos musicales como:
Dal vago e bel sereno es la primera representación como obertura, entonces canción. Esta práctica también perduró en la ópera primitiva, como patrón vocal estándar, para ser reemplazada solamente cuando el patrón “da capo” llegó a ser, más tarde en el siglo XVII, el más popular.
Dalle piu alte sfere de los Intermedios de 1589 está entre las primeras coloraturas de bravuras para el teatro.
Dunque fra torbid' onde es en verdad un lamento que emplea ecos y repeticiones, dos recursos retenidos en la ópera primitiva.
O che nuovo miracolo de Cavalieri, que cerró el Intermedio 6, inspiró la tradición del más reciente final de ópera.